# Nyíracsád
Nyíracsád là một thị trấn thuộc hạt Hajdú-Bihar, Hungary. Thị trấn này có diện tích 74,92 km², dân số năm 2010 là 3838 người, mật độ 51 người/km².